# 江ノ島鎌倉観光600形電車
江ノ島鎌倉観光600形電車（えのしまかまくらかんこう600がたでんしゃ）は、江ノ島鎌倉観光（現・江ノ島電鉄、以下「江ノ電」で統一）が1970年（昭和45年）に導入した電車（制御電動車）である。東京急行電鉄（東急）から譲渡された同社デハ80形4両を2両固定編成とした上で就役させたもので、江ノ電においては1990年（平成2年）まで運用された。

## 導入経緯
江ノ電の運営する路線（江ノ島電鉄線）は、開業から1945年（昭和20年）までは軌道法に基づく軌道線であったが、同年に地方鉄道法に基づく鉄道線に変更された経緯を有する。その後、1953年（昭和28年）に制定された「改善3か年計画」を契機として、同年から1960年（昭和35年）にかけて連結車200形2両1編成と連接車の300形2両5編成および500形（初代）2両2編成を導入、運用車両の近代化を推進した。もっとも、通常の列車は全列車2両編成化がなされた一方で、多客時には1951年（昭和26年）10月22日付の地方鉄道運転規則例外取扱許可に基づく特殊続行運転が、後続車に100形を使用する形で実施されており、これが定時運行を妨げていた。
その後モータリゼーションの進展に伴い、1964年（昭和39年）以降輸送人員は減少に転じ、また江ノ電社内における事業別収入でも鉄道事業は1961年（昭和36年）以降全事業の最下位に転落するなど収益効率の悪さが問題となり、路線廃止による鉄道事業からの撤退が検討された。しかし、江ノ電における主要事業の一つである不動産事業と密接な関係にある鉄道事業からの撤退は得策ではないと判断され、また、他事業の収益により鉄道事業を支えることもできる状況であったことや、路線バスへ転換した際に鉄道路線と同等の輸送量を確保することが困難であるとの理由から、鉄道事業撤退は一旦棚上げされることとなった。
これを受けて1960年代後半から1970年代はじめにかけて再度近代化、合理化、輸送力の増強などがなされることとなり、江ノ島・極楽寺両変電所のシリコン整流器化、特殊続行運転の廃止と4両運転の開始、単線自動閉塞信号装置の運用開始、車両の集電装置の変更などが実施されている。これらの施策のうち、輸送力増強と運行の合理化・保安度向上のため特殊続行運転の廃止と連接車の4両運転の開始にあたっては各駅のホームの延長などがなされたほか、これにより不足することとなる車両の増備が必要となり、1970年（昭和45年）に東京急行電鉄から4両、翌1971年（昭和46年）には上田丸子電鉄（後の上田交通）から2両、それぞれ中古電車を譲り受けた。前者が本項にて詳述する600形となり、後者は800形としてそれぞれ導入されている。

600形（以下「本形式」）は東京急行電鉄からデハ80形87 - 90（車番はいずれも2代）を譲り受け、江ノ電における規格に適合するよう改造したものである。車両番号（車番）の変遷は#車歴を参照。

## 仕様
江ノ電における導入に際しては、台車の改造による軌間の変更（1,372 mm → 1,067 mm）、客用扉ステップの撤去、片運転台化、乗務員室直後の客用扉の移設、方向識別灯の撤去などが施工された。

### 車体
全長13,920 mm（車体長13,320 mm）の半鋼製車体を備える。曲率の大きな丸妻形状かつ4枚の前面窓を備える前頭部や高さ・幅とも1,000 mmの大型側窓と狭い幕板部といった、外観上の特徴は東急在籍当時から大きな変化はない。前面上部に取り付け型の前照灯を1灯、腰板部の妻面と側面との境界付近に後部標識灯を左右各1灯ずつ設置し、前面窓下中央部には横長形状の行先表示板差しが設置されている。側面に3箇所設けられている片開客用扉のうち、両端の扉は780 mm幅・中央扉は850 mm幅と寸法が異なり、側面窓配置はD 4 D 4 D（D：客用扉、各数値は側窓の枚数）である。
一方で、導入に際しては601・603（元デハ87・デハ89）の鎌倉寄り妻面、および602・604（元デハ88・デハ90）の藤沢寄り妻面の運転台をそれぞれ撤去して客室化し、片運転台構造としたほか、乗務員スペース拡大のため存置された運転台直後の客用扉を370 mm後方へ移設、同客用扉の戸袋窓が620 mm幅に縮小されている。その他、両端扉の下部に設置されていた内蔵型乗降ステップの撤去に伴う客用扉下端部の切り上げのほか、前面下部の排障器撤去、前面幕板部左右に設置されていた方向識別灯および前面腰板部のジャンパ栓・空気制動用ホースの撤去などが施工された。
車体塗装は従来車とは一変し、本形式が新形式車両であることをアピールする目的で、窓周りを朱色・腰板部および幕板部をアイボリーとした本形式独自の新塗装が採用された。しかし、この塗装は配色面積に占める白色系塗装の割合が大きいことから、パンタグラフの集電舟部から飛散したカーボン粉や塩分・埃などによる汚損が著しく目立つ状態となり、運用開始後の初回定期検査において従来車と同様の窓周りをクリーム・腰板部および幕板部をグリーンとする2色塗装に変更されている。
室内は乗降扉間に編成端側は長さ3,830 mm、連結面側が4,210 mmのロングシートを配置しており、1両あたりの車両定員は100名（座席32名）となっている。また、運転室は客室との間に簡単な仕切が設置されたもので、中央やや左側部に運転台が設置され、乗務員室扉がないため車掌は車体隅部の下降窓から前方監視を行った。

### 主要機器

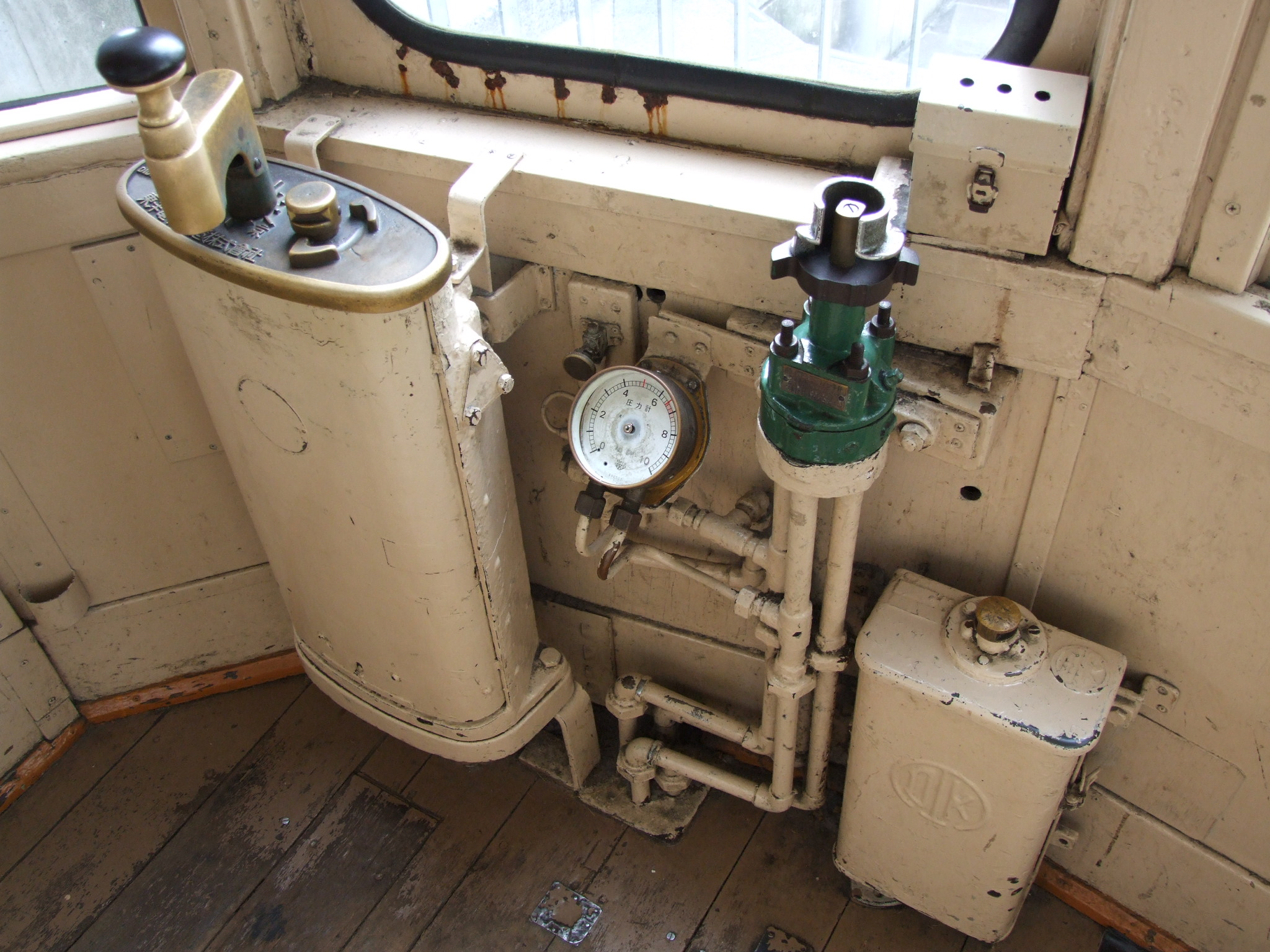
600形601の運転台（静態保存後、2007年）。一部機器が保存に際して撤去もしくは交換されている。

台車はボールドウィン・ロコモティブ・ワークス (BLW) 製のL系台車をベースとした東京市電気局D-10台車に類似のものを装着する。台車枠は板台枠、枕ばねは重ね板ばね、軸ばねはコイルばね、軸受はメタル軸受（平軸受）仕様となっており、固定軸間距離は1,422 mm、車輪径は840 mmで、主電動機は動軸の外側に吊り掛け駆動方式で装荷されている。この台車は東急デハ40形が新造時より装着した台車で、東急デハ20形が80形に鋼体化改造された際にデハ40形との間で台車交換が実施されたものである。江ノ電における導入に際して台車交換は実施せず、軌間を1,372 mmから1,067 mmに縮小する改造を施工している。
主電動機は改軌による車輪内面間距離（バックゲージ）縮小に伴って従来品が装荷不可能となったため、いずれも導入に際して換装されている。
601には100形110より転用した東洋電機製造TDK-583を2基、602には電動貨車2形2の廃車発生品である東洋電機製造TDK-13を2基、それぞれ搭載した。流用元における装着当時、TDK-583は37.3 kW、TDK-13は48.0 kWの定格出力をそれぞれ公称したが、601-602編成への装着に際しては両機種とも定格出力を37.3 kWと公称し、さらに後年公称定格出力が45.0 kWに改められている。一方、603・604は東急車輛製造（現・総合車両製作所）の手持品を購入した日立製作所HS-253-A（定格出力50.0 kW）を1両あたり2基搭載した。主電動機はいずれも各台車の車両内側の車軸に装荷されている。
常用制動装置は当初東急在籍当時と同様にSME三管式非常直通ブレーキのまま竣功、後年電磁制御弁が追加されて電磁SME仕様に改造され応答性向上が図られている。また、電動空気圧縮機 (CP) はDH-16を各車に1基ずつ搭載している。集電装置は東急在籍当時より搭載した1本集電舟仕様の東洋電機製造PT33G菱形パンタグラフをそのまま継続使用し、本形式は江ノ電初の菱形パンタグラフ仕様車となった。搭載位置は当初全車とも各車の藤沢寄り屋根上とされた。

## 運用

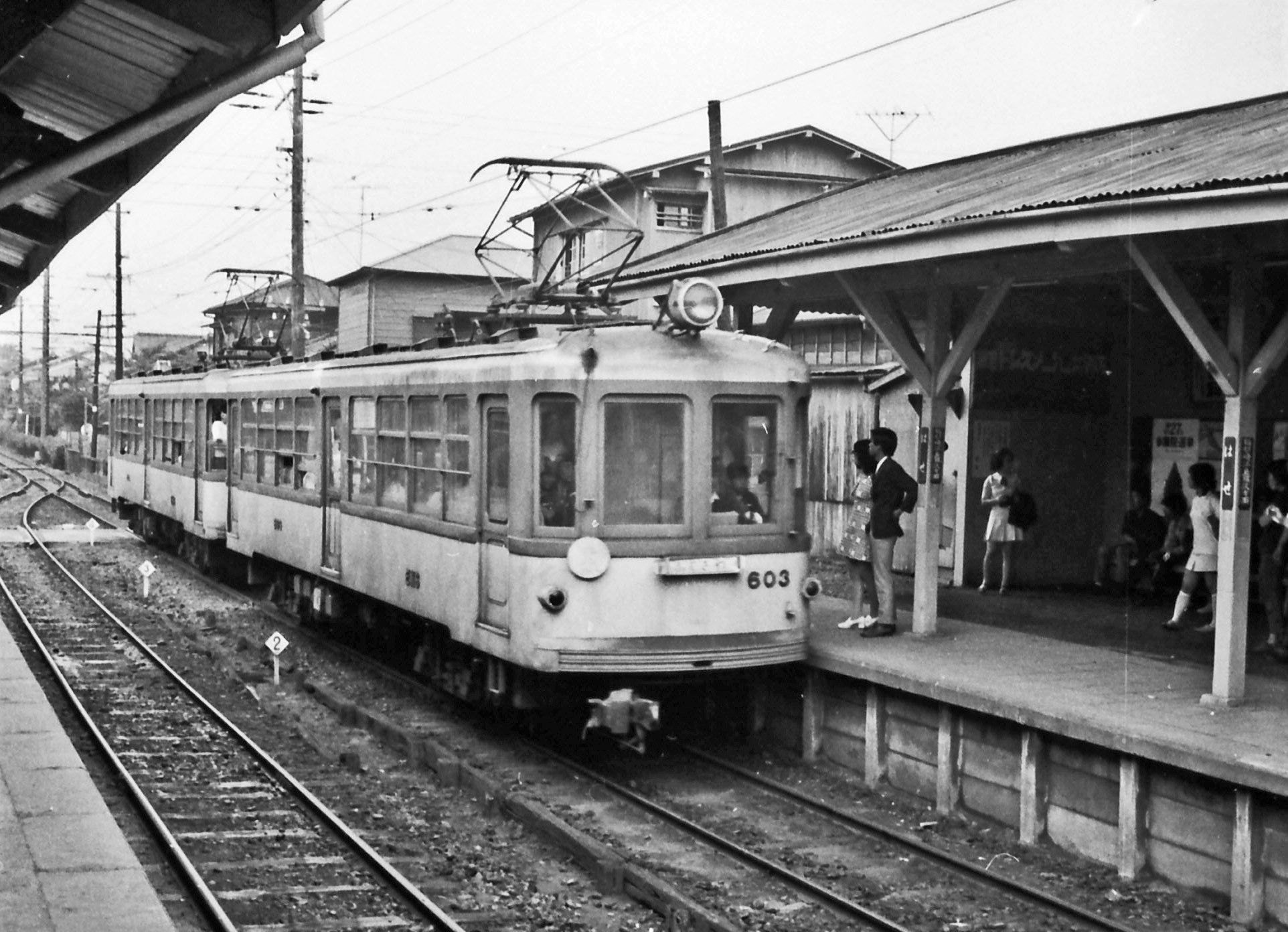
入線当初の603-604編成（1971年）

1970年（昭和45年）9月15日より601-602編成、同年12月15日より603-604編成が、それぞれ運用を開始した。また、翌1971年（昭和46年）12月10日には800形801-802編成が運行を開始しており、これにあわせて同年6月20日に特殊続行運転が廃止・翌6月21日に連接車2編成の重連による4両運転が開始された。さらに同年12月27日には単線自動閉塞式(特殊)が使用開始されており、1969年（昭和44年）12月1日の江ノ島・極楽寺両変電所のシリコン整流器化とあわせて大幅な近代化がなされている。
導入後、1972年（昭和47年）に実施された初回定期検査に際して、前述した車体塗装変更とともにパンタグラフの引紐を運転台から操作することを可能とするため602・604のパンタグラフを従来の藤沢寄り（連結面側）から鎌倉寄り（運転台側）に移設、同時に同2両のパンタグラフを2本集電舟仕様の東洋電機製造PT52TEに換装した。2本集電舟仕様のパンタグラフを搭載したことによって集電能力が向上したため、検査出場当初はPT33Gのまま存置された601・603のパンタグラフを降下して運用されたが、直接吊架仕様の架線との相性の問題から、間もなく全車ともパンタグラフを上昇して運用する従来の形態に戻された。その他、この検査時に車内壁部が従来のニス塗り仕上げからグレー系塗装の塗り潰し仕様に変更されている。

### 主電動機増設改造
本形式は前述の通り当初は主電動機を1両あたり2基、編成で計4基搭載していたが、藤沢駅付近の高架化工事の進捗に伴って、完成後に高架区間への取り付き部に新設される最急勾配35 ‰区間を走行するにあたって編成出力・粘着力とも不足することが懸念された。このため1973年（昭和48年）に602・604の主電動機を4基仕様に増設する改造が施工され、1編成あたり6基搭載となって出力増強が図られた。
602は100形105より転用した東洋電機製造TDK-583を増設搭載した。前述の通り602は江ノ電における導入に際して100形110より主電動機を転用しており、今回の主電動機増設にあたって110と同一機種を搭載していた105が供出元に選定されたものである。一方603-604編成の場合、603の主電動機を静岡鉄道より購入した同社モハ20形21の廃車発生品であるTDK-31/S-N（定格出力63.8 kW）に換装、603から捻出したHS-253-Aを604へ転用増設して主電動機4基仕様とした。
また主電動機増設に伴って、制御装置が東急在籍当時からの間接非自動制御器（HL制御）から、静岡鉄道より購入した電動油圧カム軸式間接自動制御の東洋電機製造ES-801Bに全車とも換装された。その他、保安ブレーキの新設・車輪交換による車輪径860 mm化のほか、601・603のパンタグラフを602・604と同じくPT52TEに換装し、編成内のパンタグラフの機種統一が図られている。

### その他の改造など
その後、1978年（昭和53年）に戸袋窓を従来のサッシ窓型からHゴムによる固定支持に改造した。1980年（昭和55年）には4枚の前面窓のうち中央寄りの2枚をHゴム固定支持による固定窓構造としたほか、前照灯をシールドビーム2灯化して前面腰板部の左右へ1灯ずつ設置し、移設された前照灯直下に角型の後部標識灯を新設して従来の後部標識灯を撤去するなど、外観の変化を伴う改造が施工された。改造当初は従前の屋根上の前照灯も存置されていたが間もなく撤去されている。しかし、前面窓の固定化によって乗務員室内の通気性が低下し、乗務員から不評の声が上がったことから、601-602編成のみHゴム固定支持化された2枚の前面窓のうち前面向かって左側の窓について2段窓構造の開閉可能なアルミサッシ仕様に再改造されている。
また、後年には連接車各形式と同様に制動装置へ電磁制御弁が追加されて電磁SME仕様に改造されたが、本形式は800形とともに重連運用の対象外とされ、終始2両編成で運用された。

### 退役とその後

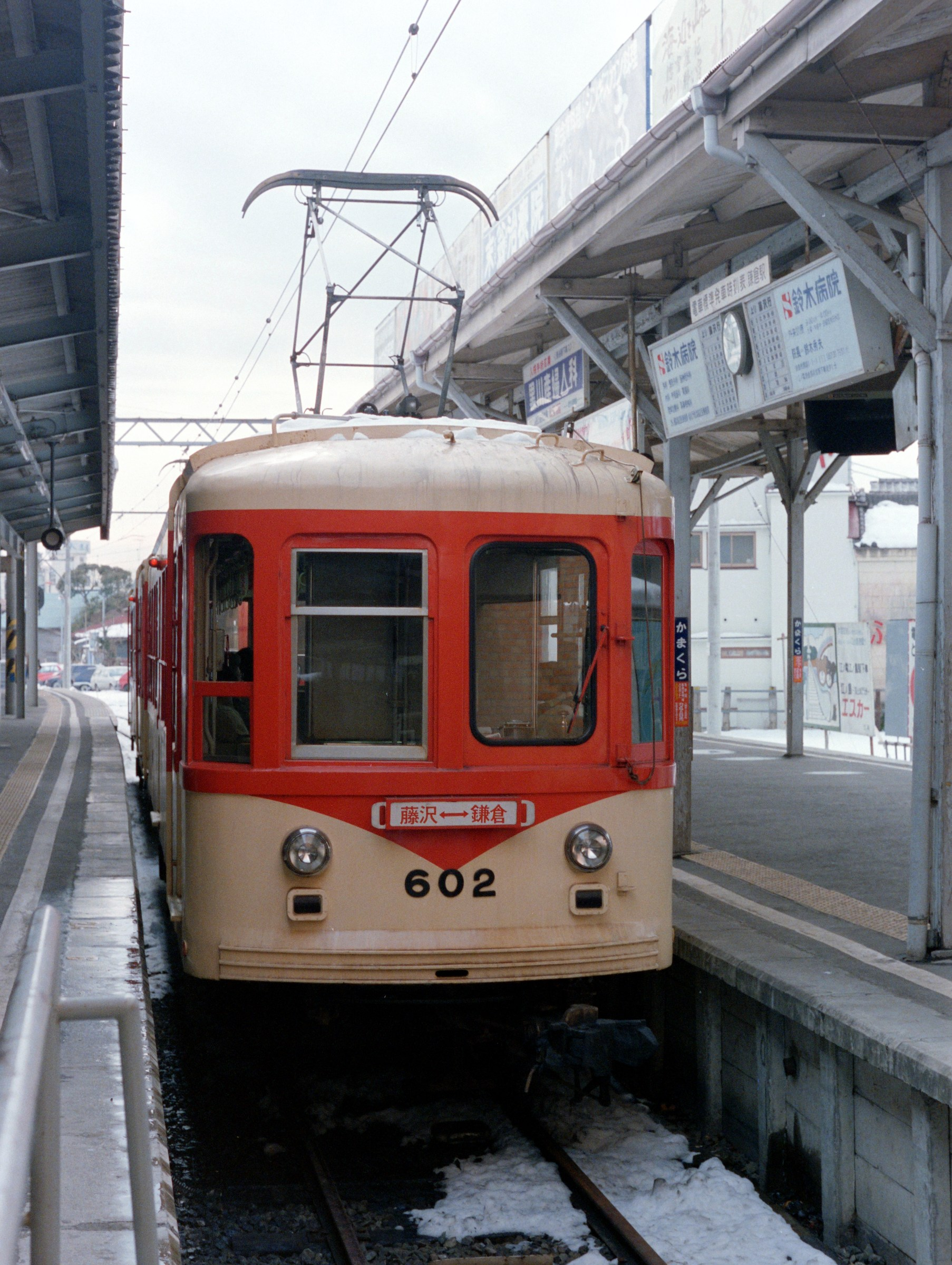
朱色とアイボリーの塗装が復刻された600形電車（1986年）

本形式は連接車各形式と比較して1編成あたりの収容力が大きく、多客時における運用に重宝されていたが、一方で連接構造ではないため曲線区間走行時の動揺が大きく、更に車長の関係で4両編成が組めないという旅客サービスの面で難を抱えており、また乗務員扉を持たない車体構造に起因して、乗務員から保安上の不評を買っていた。そのため、1000形の増備に伴って本形式の代替が計画され、まず603-604編成が1981年（昭和56年）12月20日の1000形1101-1151編成の運用開始に伴って運用を離脱、編成を分割され603が極楽寺検車区構内に、604が当初は鎌倉駅5番線に留置され、鎌倉駅改良工事時の現場事務所として使用され、、その後江ノ島駅構内の電留線にそれぞれ留置されたのち、1983年（昭和58年）12月1日付で2両とも除籍された。
残る601-602編成は1985年（昭和60年）2月に導入当時の窓周りを朱色・腰板部および幕板部をアイボリーとした2色塗装に復元され、「赤電」のヘッドマークを装着して運用された。これは同編成の運用終了を記念した塗装変更であったとされるが、実際にはより老朽化が著しかった800形の代替が優先されたために601-602編成はその後も継続運用され、約1年半後には再び窓周りをクリーム・腰板部および幕板部をグリーンとする標準塗装に戻された。同時期には戸袋窓が従来の上下分割2枚窓形状から縦長の1枚窓形状に改造されている。また、602は編成の鎌倉寄り車両の車番十位を50番台とする連接車各形式の付番基準に則り、1988年（昭和63年）9月1日付で651へ改番された。
その後、601-651編成は1990年（平成2年）4月の2000形2001-2051編成の運用開始と入れ替わるように運用を離脱、同年4月28日付で除籍され、本形式は全廃となった。
廃車後、601は同年7月に東京都世田谷区の東急世田谷線宮の坂駅脇にある宮坂区民センターへ搬入され、同地にて静態保存された。車体は東急に残存したデハ80形の晩年と同じくライトグリーン1色塗装とされた一方で、江ノ電在籍当時の車番表記「601」と社名表記 (EER) はそのまま存置されており、前面形状や江ノ電導入に際して下端部が切り上げられた客用扉なども江ノ電在籍当時のままとされている。傍には簡単な説明書きが置かれており、区民センター開館時は車内に立ち入ることも可能である。なお、世田谷線に在籍した玉川線時代からの在来車はその後の車両近代化に際して全車とも廃車・解体処分されているため、現存する車両は601（元東急デハ87）と川崎市宮前区にある電車とバスの博物館にて静態保存されているデハ200形204のみである。
その後、601は露天環境における保存開始から25年以上を経過して各部の劣化が進行したため、2017年（平成29年）12月よりふるさと納税にて補修資金を募り、翌2018年（平成30年）8月に修復工事が完了、同年8月25日には記念式典が開催された。
一方、651は江ノ電の車両を模した「江ノ電もなか」を販売する神奈川県藤沢市の和菓子店「扇屋」に前面のみ保存されている。内部は和菓子製造の作業場となっており、運転台機器などは一切撤去、電車正面のサボ受けには「江ノ電もなか」と表記されたサボが入れられている。「扇屋」は江ノ島 - 腰越間にあり、走行中の車内からでも見ることができる。

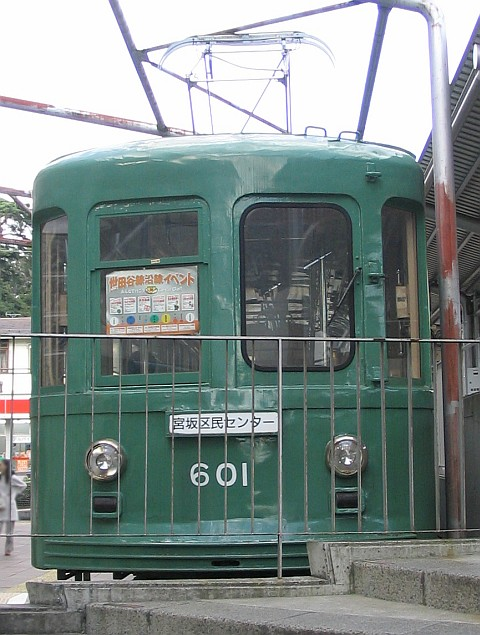
世田谷区宮坂区民センターにて保存されている600形601の先頭部。
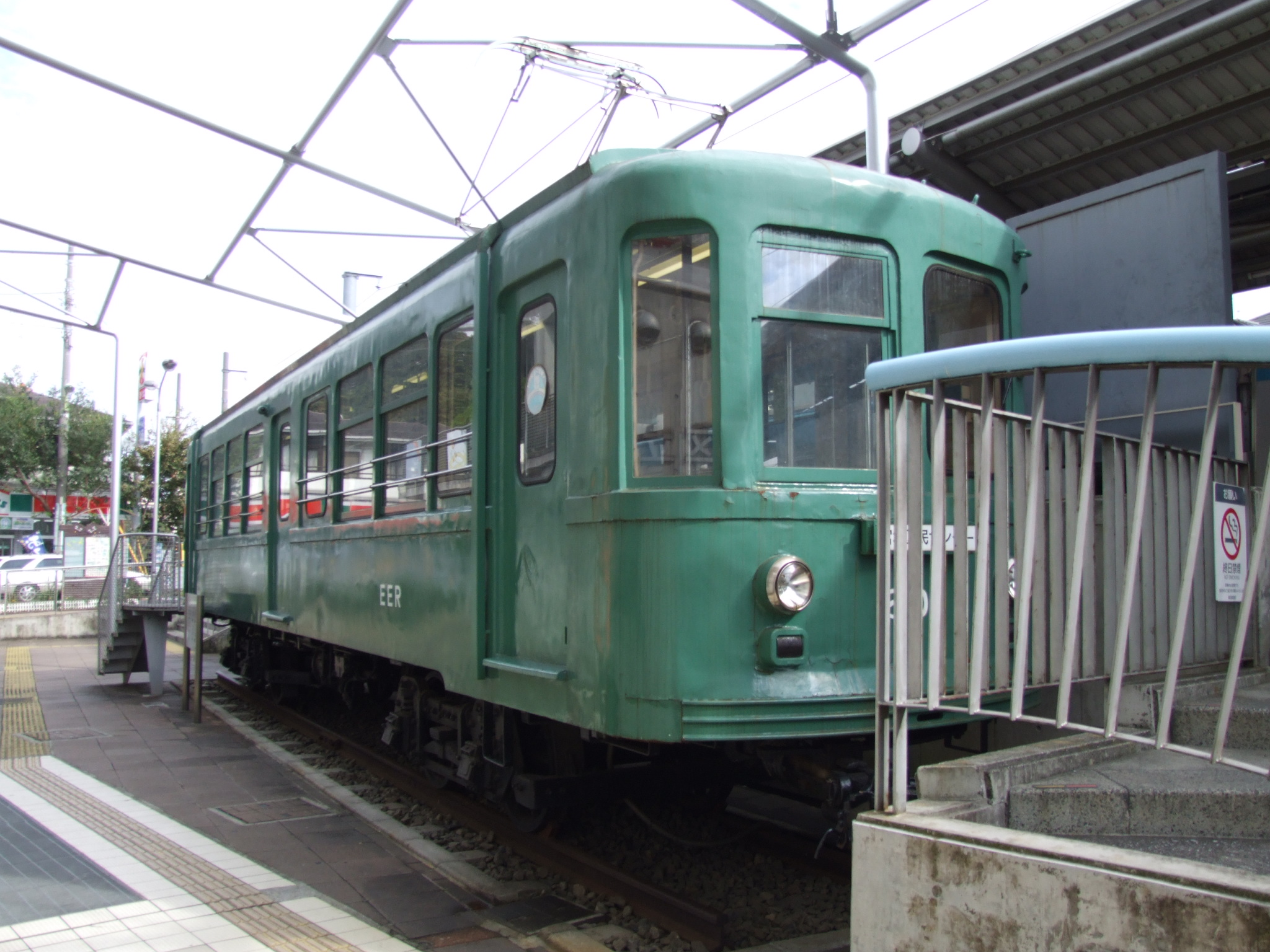
601の前面から側面にかけて。
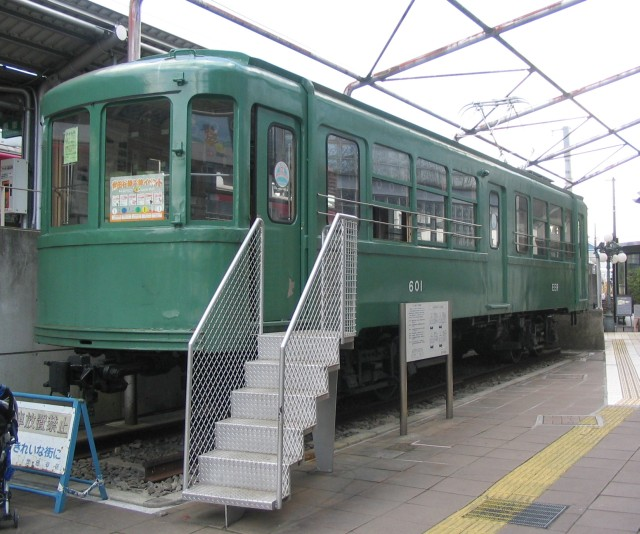
601の連結面。前頭部と比較して東急デハ80形当時の原形を保った形状である。
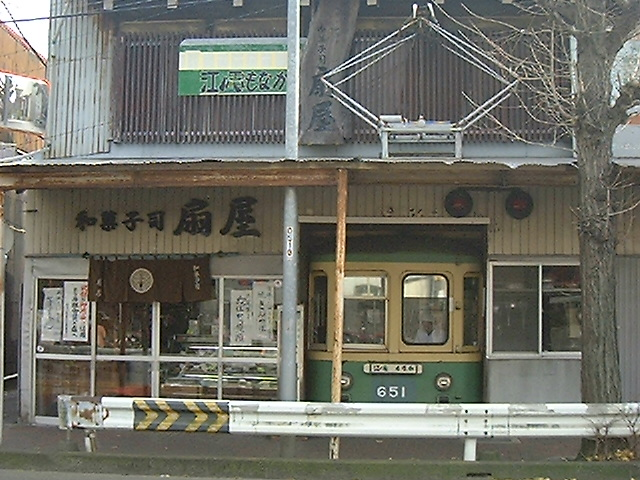
「扇屋」の店頭に保存されている600形651の前面。

## 車歴
- 玉川電気鉄道（→東京横浜電鉄）45 → 東京急行電鉄デハ29 → デハ104 → デハ87（1970年4月30日廃車） → 江ノ電601（1970年9月1日）[2]
- 玉川電気鉄道（→東京横浜電鉄）38 → 東京急行電鉄デハ23 → デハ105 → デハ88（1970年4月30日廃車） → 江ノ電602（1970年9月1日） → 651[2]
- 玉川電気鉄道（→東京横浜電鉄）37 → 東京急行電鉄デハ22 → デハ106 → デハ89（1970年10月31日廃車） → 江ノ電603（1970年12月5日）[2]
- 玉川電気鉄道（→東京横浜電鉄）39 → 東京急行電鉄デハ23 → デハ107 → デハ90（1970年10月31日廃車） → 江ノ電604（1970年12月5日）[2]